# Shenzhou 14
Shenzhou 14 (chinesisch 神舟十四號 / 神舟十四号, Pinyin Shénzhōu Shísì Hào) war eine Mission des Büros für bemannte Raumfahrt zur Chinesischen Raumstation. Der Start der dreiköpfigen Besatzung mit einer Trägerrakete vom Typ Langer Marsch 2F/G vom Kosmodrom Jiuquan erfolgte am 5. Juni 2022, die Rückkehr am 4. Dezember 2022.

## Trägerrakete
Die für den Start vorgesehene Trägerrakete mit der Seriennummer Y14 befand sich bereits seit Herbst 2021 auf dem Kosmodrom Jiuquan. Sie wurde dort weitgehend fertig montiert bereitgehalten, um für eventuelle Rettungseinsätze bei der Mission Shenzhou 13 zur Verfügung zu stehen. Einige Komponenten wie Batterien und Zündvorrichtungen für die Triebwerke wurden aus Sicherheitsgründen in einem getrennten Gebäude aufbewahrt, aber in einem Notfall hätte die Rakete innerhalb von 10 Tagen startbereit gemacht werden können.
Am 29. März 2022 brachen Techniker der Chinesischen Akademie für Trägerraketentechnologie von Peking zum Kosmodrom auf, um nach demselben Prinzip die nächste Rettungsrakete zu montieren und Y14 für den Start im Mai bereit zu machen.
Am 29. Mai 2022 wurde die Rakete Y14 nach neun Monaten stehender Aufbewahrung aus dem Raumfahrzeugmontagegebäude an die Startrampe gefahren.

## Störsender
In der zweiten Maiwoche 2022 bemerkte die Arbeitsgruppe für elektromagnetische Verträglichkeit (电磁兼容组) unter Wang Lipeng (王李鹏) während routinemäßiger Kontrollen ein kurzzeitig auftauchendes Störsignal für Satellitennavigationssysteme. Am 12. Mai 2022 um 20:30 Uhr Ortszeit tauchte das Signal erneut auf, dann zweimal am Morgen des 13. Mai für jeweils drei Minuten. Durch Verfolgung des Signals kamen die Soldaten zu dem Schluss, dass das Störsignal wahrscheinlich aus einem fahrenden Auto kam. Richtung und Geschwindigkeit konnten bestimmt werden. Der Sicherheitsdienst des Kosmodroms wurde verständigt, und am 13. Mai 2022 tauchte das Störsignal erneut auf, diesmal für sechs Minuten. Nun wurden die in Frage kommenden Autos mit den Überwachungskameras des Kosmodroms auch optisch verfolgt. Um niemanden fälschlich zu verdächtigen, baute Wang Lipeng am Eingang des Startgeländes einen Signalscanner auf, mit dem alle vorbeifahrenden Autos überprüft wurden. Das entsprechende Auto wurde identifiziert und darin tatsächlich ein Störsender gefunden.
Derartige Störsender sind in China relativ weit verbreitet. Sie werden unter anderem von Menschen verwendet, die mittels Kameradrohnen ohne eine Eintrittskarte zu erwerben Aufnahmen von Sportereignissen machen, oder von Straftätern, die damit die Verfolgung ihrer Fahrzeuge durch die Polizei behindern wollen. Für die zivile Luftfahrt stellt das eine nicht zu unterschätzende Gefahr dar.
Die Strategische Kampfunterstützungstruppe der Volksrepublik China, die das Kosmodrom Jiuquan betreibt, verwendet jedoch die besonders gesicherten militärischen Signale des Beidou-Satellitennavigationssystems, die gegen elektronisches Stören oder das Einspielen von falschen Positionsangaben resistent sind.

## Besatzung
Am 4. Juni 2022 wurden die Namen der Besatzungsmitglieder offiziell bekanntgegeben, die in dieser Zusammensetzung bereits als Ersatzmannschaft für Shenzhou 13 fungiert hatten:
- Chen Dong, Kommandant, zweiter Raumflug
- Liu Yang, zweiter Raumflug
- Cai Xuzhe, erster Raumflug

Damit entstammten nun erstmals alle drei Mitglieder einer Besatzung der jungen Auswahlgruppe 2010. Kommandant Chen Dong hatte jedoch bei der Mission Shenzhou 11 bereits einen Monat im Raumlabor Tiangong 2 verbracht und war ein sehr erfahrener Raumfahrer. Auch Liu Yang hatte 2010 bei der Mission Shenzhou 9 neun Tage im Raumlabor Tiangong 1 verbracht.
Alle drei sind etwa gleich alt; Cai Xuzhe war beim Start 46 Jahre alt, Chen Dong und Liu Yang jeweils 43. Außerdem trainierten sie seit Dezember 2019 als immer gleichbleibende Gruppe und kennen einander und ihre jeweiligen Fähigkeiten sehr gut. Beim Chinesischen Raumfahrer-Ausbildungszentrum, wo unter der Leitung von Huang Weifen die Mannschaften zusammengestellt werden, ging man davon aus, dass sie bei dieser bislang anspruchsvollsten Mission des bemannten Raumfahrtprogramms in Krisensituationen ohne viel Diskussion zu denselben Schlussfolgerungen und Lösungswegen kommen würden.
Die Mitglieder der Ersatzmannschaft waren:
- Fei Junlong, Kommandant, zweiter Raumflug
- Deng Qingming, erster Raumflug
- Zhang Lu, erster Raumflug[14]

## Missionsverlauf
Knapp sieben Stunden nach dem Start vom Kosmodrom Jiuquan koppelte das Raumschiff am 5. Juni 2022 um 09:42 Uhr UTC an der Nadirschleuse des Kernmoduls Tianhe an.
Nach Druckausgleich und Überprüfung aller Systeme zogen sich die Raumfahrer im Orbitalmodul des Raumschiffs um, sie wechselten von den Druckanzügen für den Flug in die blauen Bordanzüge. Drei Stunden nach der Ankoppelung, am 5. Juni 2022 um 12:50 Uhr UTC, wechselten sie in die Station.
Am 6. Juni 2022 um 03:09 Uhr UTC öffneten die Raumfahrer die Luke zu dem seit dem 10. Mai 2022 am Heck des Kernmoduls angedockten Frachtraumschiff Tianzhou 4. Nach Überprüfung der Luft auf eventuellen Schadstoffgehalt betraten sie gut eine Stunde später um 04:19 Uhr UTC den Laderaum des Frachters.

### Wissenschaftsmodul Wentian
Die Hauptaufgabe bei der Mission Shenzhou 14 war die Montage der Wissenschaftsmodule. Die Raumfahrer wurden dafür ausgebildet, die hierfür nötigen Koppelmanöver, die an sich automatisch ablaufen sollten, notfalls auch von Hand zu steuern. In der Schwerelosigkeit, wo sich der Raumfahrer auf einer Sitzstange festschnallen muss, um sich nicht durch die Betätigung der Steuerelemente hochzuheben, ist das schwieriger als auf der Erde. Daher fanden am 23. Juli 2022, einen Tag vor dem Start des Wissenschaftsmoduls Wentian, auch entsprechende Übungen auf der Raumstation statt.
Das Wissenschaftsmodul Wentian besaß ein Startgewicht von 23 t. Wenn eine derart große Masse bei einer Ankoppelung von der Seite auch nur eine geringe Restgeschwindigkeit besessen hätte, hätte sie die Raumstation ernsthaft aus der Bahn gedrückt und destabilisiert. Daher entschied man sich für eine Ankoppelung in Längsrichtung, und zwar von hinten, sodass die Kraftvektoren nicht gegeneinander wirkten und das Wissenschaftsmodul das Kernmodul schlimmstenfalls etwas beschleunigt hätte.
Die Stoßdämpfer an den Koppeladaptern sind bei allen Komponenten der Raumstation auf Massen bis zu 180 t ausgelegt, also den finalen Ausbauzustand der Station zu einer 干-Form.
Für das Koppelmanöver wurde die Raumstation zunächst in der horizontalen Ebene um 180° gedreht, so dass sie mit dem am Heck angekoppelten Frachtraumschiff Tianzhou 4 voraus flog und die Bugschleuse nach hinten zeigte. Das am 24. Juli 2022 um 06:22 Uhr UTC vom Kosmodrom Wenchang gestartete Wissenschaftsmodul näherte sich dem Kernmodul von hinten bis auf 200 m und hielt dann inne. Nun hatten die Techniker im Raumfahrtkontrollzentrum Peking unter der Führung von Chefingenieurin Zou Xuemei (邹雪梅), die seit Shenzhou 8 alle Koppelmanöver geleitet hatte, zu entscheiden, ob man mit dem automatischen Anflug fortfahren oder die Raumfahrer die Steuerung manuell durchführen sollten.
Schließlich entschied man sich für ein halbautomatisches Verfahren. Nach einem weiteren Halt in 19 m Entfernung koppelte das Wissenschaftsmodul am 24. Juli 2022 um 19:13 Uhr UTC an der vorderen Bugschleuse der Station an.
Nachdem sie die Klimaanlage des Moduls in Gang gesetzt hatten, betraten es die Raumfahrer am 25. Juli 2022 um 02:03 Uhr UTC und begann mit der Überprüfung.
Außerdem wurde die Manövrierfähigkeit des inklusive der angekoppelten Raumschiffe 67 t schweren Komplexes erprobt. Die Station wurde in der horizontalen Ebene um 180° gedreht, so dass sie mit dem Wissenschaftsmodul voraus flog. Um Beschädigungen durch einen möglicherweise heftigen Stoß bei der Ankoppelung zu vermeiden, hatte man die Solarzellenflügel des Wissenschaftsmoduls nach dem Start zunächst nur auf eine Länge von 6,5 m ausgefahren. Nach der Einnahme der regulären Ausrichtung der Station wurden sie nun am 27. Juli 2022 auf ihre ganze Länge von 23 m ausgefahren.
Einen Tag später, am 28. Juli 2022, wurde die Drehung der Solarmodule um die Längsachse erprobt, um sie, wie diejenigen des Kernmoduls, exakt auf die Sonne auszurichten, im weiteren Verlauf dann auch die „Windmühlenrotation“ um die Hauptachse.
Die Inbetriebnahme von Küche und Bad sowie die Entriegelung und Überprüfung der Laboreinrichtungen dauerte etwa zwei Wochen. Während dieser Zeit bauten die Raumfahrer auf der Zenitseite des Wissenschaftsmoduls Wentian auch einen zusätzlichen, gut 100 kg schweren Momentenkreisel mit einem Drehimpuls von 1500 Nms für die Lageregelung der Station ein.
Parallel dazu wurde Anfang August 2022 der 5 m lange mechanische Arm des Moduls mit Unterstützung des Raumfahrtkontrollzentrums Peking wie eine Spannerraupe von Befestigungspunkt zu Befestigungspunkt über die Station geführt.
Am 30. September 2022 wurde das Wissenschaftsmodul Wentian an die Steuerbordschleuse gehoben. Anders als bei der sowjetischen Raumstation Mir, wo dies ein dreidimensionaler Vorgang war, entschlossen sich die Ingenieure um Yang Hong, dem Technischen Direktor des Raumstationsystems, die Umpositionierung weltweit erstmals in einer Ebene durchzuführen. Dadurch wurde der Massenmittelpunkt der Station weniger verschoben und die Fluglage weniger gestört. Das erforderte jedoch relativ komplizierte Vorbereitungen. Zuerst wurden alle Solarzellenflügel parallel zur Erdoberfläche gestellt und ihre Rotation gestoppt. Dann wurde die Station mit ihren Momentenkreiseln und Lageregelungstriebwerken um die Kugelschleuse als Achse um 90° gekippt und senkrecht gestellt.
Der Raumfrachter am Heck zeigte zur Erde und diente als von deren Anziehungskraft festgehaltener „Anker“ zur Stabilisierung. Das an der Nadirschleuse angekoppelte Shenzhou-Raumschiff zeigte in Flugrichtung. Nun wurde die Station um 90° um ihre Längsachse gedreht, sodass das Shenzhou-Raumschiff in Flugrichtung rechts lag. Die Solarmodule von Frachter, Kernmodul und Wissenschaftsmodul zeigten nun mit der kurzen Querseite in Flugrichtung, die Bremswirkung durch die oberen Schichten der Atmosphäre war minimiert.
Dann wurden, um Vibrationen zu vermeiden, die sich aufschaukeln konnten, alle Lageregelungssysteme abgeschaltet. Die Raumstation trieb steuerlos um die Erde, wie ein Pendel nur durch die Erdanziehungskraft in ihrer Position gehalten, während der fixierte „Windmühlenflügel“ am oberen Ende des Wissenschaftsmoduls als durch die oberen Atmosphärenschichten schneidender Kiel fungierte, der eine Drehung um die vertikale Achse verhinderte.

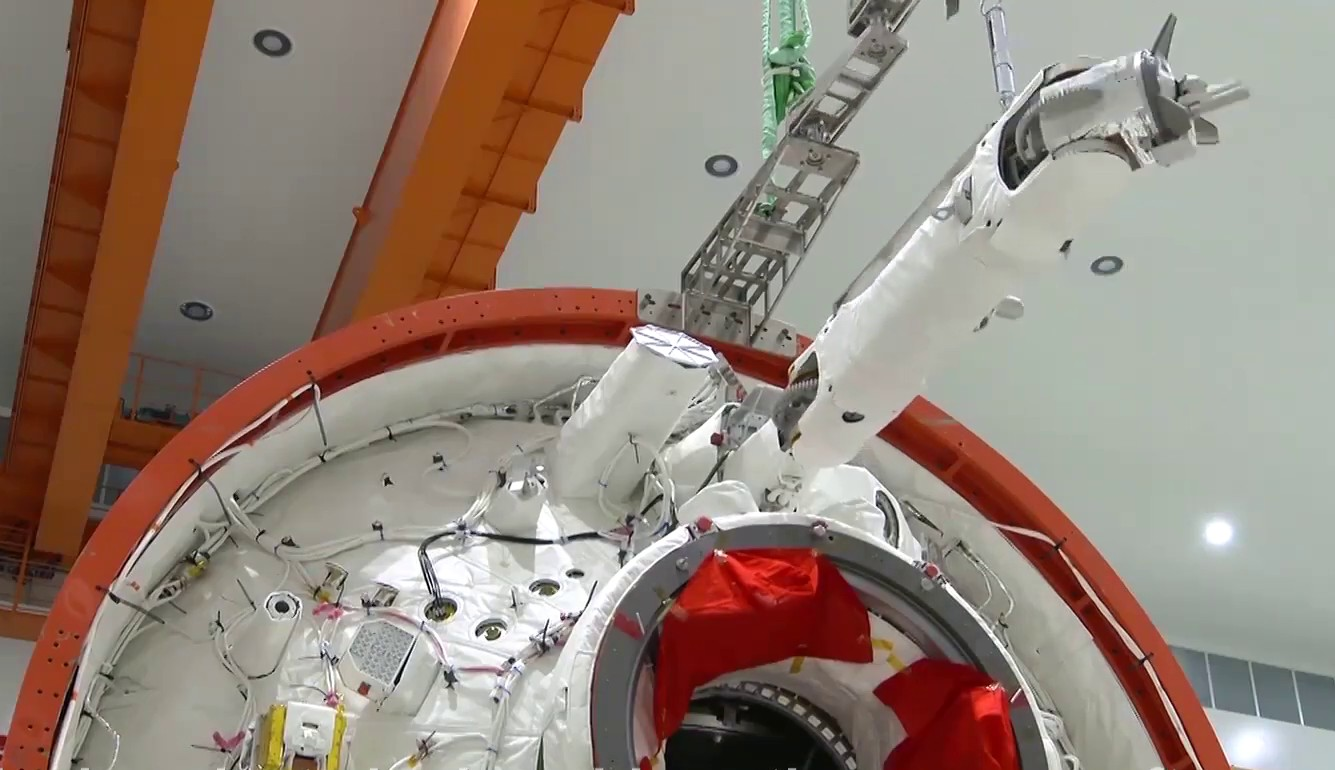
Greifarm am Wissenschaftsmodul

Graphische Darstellung des Umsetzvorgangs

Nun kam ein kleiner Greifarm zum Einsatz, der mit seinem „Schultergelenk“ fest am Wissenschaftsmodul Wentian montiert war und an seinem vorderen Ende eine „Hand“ mit drei Fingern und einem Handgelenk besaß, jedoch kein Ellbogengelenk.
Nachdem der Koppelmechanismus das Wissenschaftsmodul etwas von der Schleuse weggeschoben hatte – es war über diesen noch mit der Schleuse verbunden – koppelte der kurze Arm mit der Greifhand an einen an der Kugelschleuse montierten, drehbaren „Handgriff“ an, während der große mechanische Arm des Kernmoduls den Vorgang mit der Kamera an seiner Hand aus der Nähe überwachte und notfalls eingreifen konnte (die Besatzung von Shenzhou 13 hatte das am 5. Januar 2022 mit einem Tianzhou-Frachter geprobt).
Die Raumfahrer überprüften die Fluglage der Station und die korrekte Verankerung der Greifhand, dann gab das Raumfahrtkontrollzentrum Peking mit einem Knopfdruck das Signal zum eigentlichen, vollautomatisch ablaufenden Umsetzvorgang.
Um 03:48 Uhr UTC wurde die Verbindung zwischen Wissenschaftsmodul und Kernmodul gelöst. Nun hing an einer Seite des Greifarms das Wissenschaftsmodul mit 20 t, an der anderen Seite die Kombination aus Kernmodul, Frachter und Shenzhou-Raumschiff mit 50 t, während der Greifarm selbst etwas über 100 kg wog. Der Greifarm schwenkte das Wissenschaftsmodul zunächst allein aus dem Handgelenk um 45° nach hinten, entgegen der Flugrichtung. Trotz der Stabilisierung durch die Erdanziehungskraft ließ es sich dabei nicht vermeiden, dass das untere Ende des Kernmoduls ebenfalls etwas nach hinten kippte. Beide Komponenten rotierten um eine Achse, die etwa in der Mitte des Greifarms lag. Nun arbeitete der Greifarm zusätzlich aus dem Schultergelenk, bis schließlich die Abbremsung des Schwungs und die genaue Anpassung an die Seitenschleuse wieder allein aus dem Handgelenk stattfand. Um 04:44 Uhr UTC war der Vorgang, den man so langsam und gleichmäßig wie möglich ablaufen ließ, nach etwa einer Stunde beendet und das Wissenschaftsmodul fest an der Steuerbordschleuse das Kernmoduls verankert.
Danach wurde die Station um 90° um die Längsachse des immer noch zur Erde zeigenden Kernmoduls gedreht, sodass das Wissenschaftsmodul in Flugrichtung rechts zu liegen kam. Schließlich wurde das Kernmodul um die Längsachse des Wissenschaftsmoduls gedreht und um 90° nach oben/hinten gekippt, sodass es wieder die reguläre Fluglage hatte: Kugelschleuse vorne, Frachter am Heck, Shenzhou-Raumschiff unten.
Prinzipiell ist geplant, bei der regelmäßigen Erneuerung der Station ganze T-Elemente auszuwechseln. Falls es aber nach einer Beschädigung durch Weltraummüll od. ähnl. notwendig werden sollte, nur das Wissenschaftsmodul zu ersetzen, kann dieses mit dem kurzen Arm wieder weggedrückt werden.

### Pflanzenzucht
Eine der Hauptaufgaben im Wissenschaftsmodul Wentian waren die biologischen Experimente. Chen Dongs Eltern waren Fabrikarbeiter, auch die Eltern von Liu Yang waren in der Industrie tätig. Auf der Raumstation war daher Cai Xuzhe, der aus der Landwirtschaft kommt, für die Pflege der Pflanzen (drei Arten von Acker-Schmalwand und zwei Reissorten) verantwortlich:
- Acker-Schmalwand, ein Modellorganismus der Botaniker, ist ein zur Klasse der Zweikeimblättrigen gehörender Kreuzblütler, er ist mit Nutzpflanzen wie Raps, Brokkoli und Weißkohl verwandt. Acker-Schmalwand ist eine sogenannte „Langtagpflanze“, das heißt, er blüht auf der Erde in Monaten mit langer Sonnenscheindauer.
- Kulturreis ist ein zur Klasse der Einkeimblättrigen gehörendes Süßgras, er ist mit weiteren Nutzpflanzen wie Weizen, Mais und Sorghumhirse verwandt. Kulturreis ist südlich des Jangtsekiang das Grundnahrungsmittel in der Volksrepublik China, Weizen nördlich des Jangtsekiang. Reis ist eine sogenannte „Kurztagpflanze“, das heißt, er blüht auf der Erde in Monaten mit kurzer Sonnenscheindauer.[43]

Die wissenschaftliche Leitung bei der Pflanzenzucht hatte Zheng Huiqiong (郑慧琼) von der Forschungsgruppe für Weltraumbiologie und Zellbiologie (空间生物学与细胞生物学研究组) am Labor für Photosynthese und Umweltbiologie des Exzellenzzentrums für Molekulare Pflanzenwissenschaften der Chinesischen Akademie der Wissenschaften in Shanghai. Man erwartete, dass sich bei den beiden Reissorten – eine mit langen Halmen und eine speziell für Laborexperimente entwickelte mit kurzen Halmen – in der Schwerelosigkeit unterschiedliche Ernteerträge ergeben würden. Beim Acker-Schmalwand hatte man durch Genregulation drei Arten erzeugt: eine Art blühte früher als normal, eine Art blühte regulär, die dritte Art später als normal. Da bei in zukünftigen Lebenserhaltungssystemen eingesetzten Kreuzblütlern die Blätter verzehrt werden, versucht man dort die Blüte möglichst lange hinauszuzögern, um möglichst lange Zeit Blätter ernten zu können. Beim Reis werden dagegen die Körner verzehrt, weshalb dort eine möglichst baldige Blüte angestrebt wird, um möglichst früh ernten und einen Teil der Körner erneut aussäen zu können.
Am 28. Juli 2022 wurden kleine Treibhäuser mit bereits gesätem Schmalwand und Reis im Laborschrank für Biologie und Ökologie des Wissenschaftsmoduls installiert. Am 29. Juli begann man vom Boden aus ferngesteuert mit Beleuchtung und Zuführung von Nährlösung. Am 31. Juli 2022 begannen die Reispflanzen zu sprießen und wuchsen danach relativ schnell. Am 30. August 2022 hatten der Kurzhalmreis eine Höhe von 5–6 cm erreicht (kürzer als auf der Erde), der Langhalmreis 30 cm (etwa genauso lang wie auf der Erde). Bei einem ähnlichen Versuch im Raumlabor Tiangong 2 hatte 2016 zwar der Acker-Schmalwand reife Schoten gebildet, der Reis (Oryza sativa) hatte damals jedoch keine Körner gebildet. Auch diesmal begann der Reis zwar früher zu blühen, wuchs aber im weiteren Verlauf langsamer als auf der Erde, die Samenbildungsrate war geringer.
Wie bereits 2016 war während der Mission Shenzhou 14 beim Reis eine verstärkte Guttation zu beobachten, mit der die Pflanzen überschüssiges Wasser durch die Blattoberflächen in Tropfenform abgaben. Am Ende bildeten sich nur am Langhalmreis reife Körner. Von den neun gesäten Körnern, die jeweils mehrere Halme gebildet hatten – mehr als die Vergleichspflanzen auf der Erde – konnte Cai Xuzhe am 25. November 2022, genau 120 Tage nach dem Beginn der Bewässerung, insgesamt 60 Körner ernten.
Im Auftrag der Forschungsgruppe für Weltraumbiologie führte Cai Xuzhe auch ein Schnittexperiment durch, entfernt vergleichbar dem Kronenschnitt bei Obstbäumen. Zwanzig Tage nach dem Abtrennen einer Rispe (doppelt so schnell wie auf der Erde) bildeten sich an dem Halm zwei neue Reisähren für eine zweite Ernte.
Damit hatte man den – wenn auch geringen – Basisertrag der Pflanze verdreifacht, was für eine zukünftige Nahrungsversorgung im All, wo in den klimatisierten Modulen nur eine geringe Anbaufläche zur Verfügung steht, ausgesprochen wichtig war.
Die Treibhäuser mit den verwurzelten Reisstoppeln blieben nach der Abreise der Mannschaft auf der Station. Dabei zeigte sich, dass die Pflanzen gut eine Woche nach der Ernte erneut austrieben. Bei dieser Reissorte war die Fähigkeit zum Wiederaustrieb im Weltall höher als auf der Erde.
Bei einem Experiment mit Seidenraupen im Raumlabor Tiangong 2 hatten sich 2016/2017 nach Vermehrung der wohlbehalten zurückgekehrten Versuchstiere auf der Erde in den folgenden Generationen relativ viele Mutationen ergeben.
Zheng Huiqiong und ihre Kollegen wollen nun prüfen, ob einige der Reiskörner trotz der Belastung durch die kosmische Strahlung über mehrere Generationen genetisch stabile Pflanzen erzeugen. Bei einer späteren Mission soll dann auf der Raumstation geernteter Reis auch wieder dort ausgesät und das Experiment wenn möglich für zwei bis drei Pflanzengenerationen aufrechterhalten werden, um zu sehen, ob bei Langzeitaufenthalten auf anderen Himmelskörpern in der Tradition von Yuan Longping eine verlässliche Nahrungsversorgung aus örtlichen Ressourcen möglich ist.
So propagieren zum Beispiel Wissenschaftler um Xie Gengxin (谢更新, * 1971) vom Institut für Umweltingenieurwissenschaften am Fachbereich Umwelt und Ökologie der Fakultät für Architektur der Chongqing-Universität, der bereits das Biosphärenexperiment auf dem Lander von Chang’e 4 geleitet hatte, die Nutzung von Lavaröhren für den Ackerbau auf dem Mond.
Anders als der unter kontrollierten Bedingungen angebaute Reis wuchsen von Cai Xuzhe als „Zimmerpflanzen“ gehaltener Weizen und Kopfsalat sehr gut, ein Effekt, den Chen Dong bereits im Raumlabor Tiangong 2 erlebt hatte. Ein Salatkopf wurde anlässlich des Mondfests am 10. September 2022, also anderthalb Monate nach der Ankunft des Wissenschaftsmoduls Wentian, geerntet und die Blätter, in einer Plastiktüte mit Salatsauce benetzt, verzehrt.

### Erster Außenbordeinsatz
Am 1. September 2022 führten Chen Dong und Liu Yang den ersten Außenbordeinsatz der Mission durch. Um 07:48 Uhr UTC begaben sich die beiden in die Luftschleuse und begannen, während sie bei reduziertem Luftdruck reinen Sauerstoff atmeten, um den im Blut gelösten Stickstoff abzuatmen, mit den Vorbereitungen für den Einsatz. Da die zylinderförmige Luftschleuse des Wissenschaftsmoduls Wentian um fast 50 % geräumiger ist, als die Kugelschleuse am Kernmodul Tianhe, gestaltete sich das Betreten der Raumanzüge durch die Luke im Rücken für die Raumfahrer wesentlich einfacher als bislang. Um 10:26 Uhr UTC öffnete Chen Dong die Luke an der Nadirseite des Wissenschaftsmoduls und verließ um 11:09 Uhr UTC als erster die Raumstation. Er montierte eine Fußverankerung an den mechanischen Arm des Wissenschaftsmoduls und fixierte mit Hilfe von Liu Yang seine Schuhe in den Halteschlaufen.
Anschließend verließ auch Liu Yang die Schleuse, während Cai Xuzhe den Einsatz vom Inneren der Station aus überwachte.
Als wichtigste Aufgabe wurde bei diesem Einsatz eine zusätzliche Pumpeneinheit für die Klimaanlage installiert, außerdem eine Schutzabdeckung für Kabel. Eine Außenkamera wurde auf einen höheren Sockel gesetzt und in der Nähe der Schleuse eine Werkzeugkiste montiert.
Zusätzlich zu den 1 m langen Sicherheitsleinen mit Karabinerhaken wie sie bereits Zhai Zhigang bei Chinas erstem Außenbordeinsatz 2008 verwendet hatte, war der mit dem mechanischen Arm arbeitende Raumfahrer – im Laufe des Einsatzes wechselten sich Chen Dong und Liu Yang ab – mit diesem über ein 10 m langes Stahlseil verbunden, das sich je nach Bedarf automatisch aufrollte oder verlängerte, sodass er sich nicht darin verwickeln konnte.
Dies war das erste Mal bei der chinesischen Raumstation, das sich in der Mannschaft kein Raumfahrer mit Außenborderfahrung befand. Anders als bisher arbeiteten die Raumfahrer nicht nach dem Meister-Schüler-Prinzip, sondern parallel nebeneinander: Chen Dong montierte die Pumpeneinheit, Liu Yang unabhängig davon den Kabelschutz. Dadurch ergab sich eine höhere Arbeitseffizienz. Abschließend übten die beiden für Notfälle noch eine rasche Rückkehr zur Schleuse, wobei sie einzeln und ohne Unterstützung durch den mechanischen Arm an der Station entlangkletterten (überall an der Außenwand sind Wegweiser für die kürzeste Route angebracht). Um 16:33 Uhr UTC war der Außenbordeinsatz nach fünfeinhalb Stunden schließlich beendet.

### Interaktion mit Schülern
Am 6. September 2022 führten die Raumfahrer eine Fragestunde mit Gymnasiasten aus acht afrikanischen Ländern durch, die von der Kommission der Afrikanischen Union, der chinesischen Vertretung bei der Afrikanischen Union und dem Büro für bemannte Raumfahrt organisiert worden war. Die Schülerinnen zeigten besonderes Interesse an Liu Yang, die erneut betonte, dass es beim Raumfahrerkorps der Volksbefreiungsarmee keine Bevorzugung von oder Sonderbehandlung für Frauen gab und dass Frauen dort aufgrund körperlicher Unterschiede für dieselben Aufgaben oft doppelt so hart trainieren mussten wie ihre männlichen Kollegen.
Am 12. Oktober 2022 fand eine interaktive Physik- und Biologiestunde für rund 400 chinesische Schüler statt, mit dem „Hauptklassenzimmer“ im Zentrum für Betrieb und Steuerung der Nutzlasten, einer Einrichtung der Chinesischen Akademie der Wissenschaften in der Pekinger Raumfahrtstadt. „Filialklassenzimmer“ befanden sich in Dali, Provinz Yunnan, Heze, Provinz Shandong und Zhengzhou, Provinz Henan (die Heimatstadt von Liu Yang).
Zheng Huiqiong war als Biologielehrerin aus ihrem Institut in Shanghai zugeschaltet, die Experimente zur Kapillarität in der Schwerelosigkeit, der stabilisierenden Wirkung von Festkörpern in Flüssigkeiten sowie der 1985 von Wladimir Alexandrowitsch Dschanibekow auf der sowjetischen Raumstation Saljut 7 entdeckte Dschanibekow-Effekt – demonstriert mit taumelnden Inbusschlüsseln – wurden im Wissenschaftsmodul Wentian vorgeführt.
Einen breiten Raum nahm die Pflanzenzucht ein, sowohl was die Vorstellung der Experimente durch die Raumfahrer als auch die anschließenden Fragen der Schüler betraf. Die Schüler hatten am 9. September 2022, nach dem Beginn des neuen Schuljahrs – also wesentlich später als die Pflanzen auf der Raumstation – die von der Akademie der Wissenschaften zur Verfügung gestellten selben drei Arten von Acker-Schmalwand gesät und ihr Wachstum dokumentiert. In Dali hatte der frühblühende Schmalwand zum Zeitpunkt der Unterrichtsstunde bereits kleine Schoten gebildet.

### Zweiter Außenbordeinsatz
Die beiden Solarzellenflügel des Kernmoduls werden durch die Wissenschaftsmodule teilweise verschattet. Daher war geplant, die Solarmodule des Kernmoduls bei einer der folgenden Missionen abzumontieren und nach außen an die großen „Windmühlenflügel“ der Wissenschaftsmodule zu versetzen, sodass sie mit diesen jeweils ein kurzes „T“ bilden (der Umbau verzögerte sich im weiteren Verlauf).}
Hierfür ist es nötig, in kurzen Abständen Außenbordeinsätze durchzuführen. Um das zu üben, fand der zweite Außenbordeinsatz der Mission bereits am 17. September 2022, nur etwas über zwei Wochen nach dem ersten statt.
Zum Vergleich: die beiden Außenbordeinsätze der Mission Shenzhou 13 erfolgten in einem Abstand von anderthalb Monaten.
Um 05:35 Uhr UTC öffnete Cai Xuzhe die Luke an der Hauptschleuse der Station und begann den ersten Außenbordeinsatz seiner Raumfahrerlaufbahn. Er montierte die Fußverankerung an den mechanischen Arm und bestieg ihn, wobei ihm Chen Dong von der Luke aus assistierte, der um 07:33 Uhr UTC ebenfalls die Station verließ. Bei diesem Einsatz wurde an der Werkzeugkiste bei der Schleuse ein Handgriff montiert, an dem sich die Raumfahrer festhalten konnten, falls die Schleusenluke – wie am 27. September 2008 bei der Mission Shenzhou 7 geschehen – zufallen sollte und mit Körperkraft von außen aufgedrückt werden müsste.
Außerdem wurde eine Pumpeneinheit für die Kühlung bzw. Heizung der auf der Außenseite des Wissenschaftsmoduls angebrachten Nutzlasten montiert.
Nach dem Abschluss der Montagearbeiten begaben sich die beiden Raumfahrer etwa 5 m von der Schleuse weg in den Bereich der Arbeitssektion des Moduls. Dann wurde eine Rettungsübung durchgeführt. Cai Xuzhe erhielt die Anweisung, die Griffstange loszulassen und musste einen nur durch die Sicherheitsleinen gehaltenen, bewusstlosen Raumfahrer mimen. Chen Dong hatte die Aufgabe, seinen mit Raumanzug fast 200 kg schweren Kameraden zur Schleuse zu bringen, ohne dabei Antennen oder Außenkameras zu beschädigen. Hierzu verband er eine seiner beiden Sicherheitsleinen mit einer der Sicherheitsleinen von Cai Xuzhe. Anschließend schleppte und manövrierte er Cai Xuzhe die Außenwand entlang zum Ziel. Da Chen Dong dabei nicht nur seine eigenen verbliebene Sicherheitsleine, sondern auch die des Opfers immer wieder umhaken musste, war dies ein relativ schwieriges Unterfangen, was jedoch unfallfrei gelang. Aus Sicherheitsgründen war während des gesamten Außenbordeinsatzes die Rotation des großen Solarzellenflügels abgeschaltet. Um 09:44 Uhr UTC kehrte zunächst Chen Dong in die Station zurück, drei Minuten später dann auch Cai Xuzhe. Um 09:47 Uhr UTC war der Außenbordeinsatz nach gut vier Stunden beendet.

### Wissenschaftsmodul Mengtian
Wie beim ersten Wissenschaftsmodul wurde die Raumstation Ende Oktober 2022 um 180° gedreht, so dass die kugelförmige Bugschleuse nach hinten zeigte. Das Wissenschaftsmodul Mengtian wurde am 31. Oktober 2022 um 07:37 Uhr UTC vom Kosmodrom Wenchang gestartet.
Knapp 13 Stunden später, am 31. Oktober 2022 um 20:27 Uhr UTC, koppelte das Modul – erneut halbautomatisch – entlang der Längsachse der Raumstation an der vorderen Bugschleuse an.
Anschließend wurden die nach dem Start zunächst nur auf eine Länge von 6,5 m ausgefahrenen Solarmodule vollständig ausgefahren. Nach Überprüfung der Systeme begann man mit den Vorbereitungen für das Umsetzmanöver. Um eine Kollision der großen Solarzellenflügel zu vermeiden, wurden diejenigen des Wissenschaftsmoduls Wentian senkrecht gestellt, sodass sie parallel zum an der Nadirschleuse angekoppelten Raumschiff Shenzhou 14 standen. Dann wurde die gesamte Station um 90° um die Längsachse von Wentian gedreht. Nun zeigte das am Heck des Kernmoduls angekoppelte Frachtraumschiff Tianzhou 4 zur Erde und fungierte mit seiner Masse als „Anker“. Die Solarmodule von Kernmodul, Raumschiff und Frachter waren parallel zur Erdoberfläche ausgerichtet, um den obersten Schichten der Atmosphäre einen geringstmöglichen Strömungswiderstand entgegenzusetzen und gleichzeitig als Stabilisierungsflächen zu dienen.
Nun wurde die Station um 90° um ihre Längsachse gedreht, sodass das Wissenschaftsmodul Wentian, in Flugrichtung ausgerichtet, nach vorne zeigte. Dann wurden alle Lageregelungssysteme abgeschaltet. Am 3. November 2022 um etwa 00:30 Uhr UTC packte der kleine Greifarm von Mengtian – das gleiche Modell wie beim Wissenschaftsmodul Wentian – einen „Handgriff“ an der Kugelschleuse des Kernmoduls. Die Verbindung zwischen Kernmodul und Mengtian wurde gelöst und das Wissenschaftsmodul in einem etwa eine Stunde dauernden Vorgang an den Backbordstutzen der Schleuse geschwenkt. Der große mechanische Arm der Station überwachte den Prozess mit seiner Kamera aus unmittelbarer Nähe und war in Bereitschaft, um notfalls eingreifen zu können.
Letzteres war jedoch nicht nötig. Am 3. November 2022 um 01:32 Uhr UTC war das Wissenschaftsmodul Mengtian mit der Backbordschleuse fest verbunden und die T-Form der Station fertiggestellt.
Anschließend wurde die Station, wie nach der Montage von Wentian, um 90° um die Längsachse des immer noch zur Erde zeigenden Kernmoduls gedreht, sodass das Shenzhou-Raumschiff in Flugrichtung nach vorne zeigte. Schließlich wurde das Kernmodul um die Längsachse der Wissenschaftsmodule gedreht und um 90° nach oben/hinten gekippt, sodass es wieder die reguläre Fluglage hatte: Kugelschleuse vorne, Frachter am Heck, Shenzhou-Raumschiff unten. Im Inneren des Wissenschaftsmoduls Mengtian hatte man zahlreiche Pakete mit Nahrung, Geräten und für die Versuche benötigten Substanzen verstaut. Die Raumfahrer mussten zum einen warten, bis die Kühl- und Heizflüssigkeit durch die Wände des Moduls zirkuliert war, auch der Innendruck des Moduls musste an denjenigen der Station angeglichen werden. Zum anderen wurde überprüft, ob die Ladung während des Anflugs oder beim Umsetzmanöver nicht beschädigt worden war und sich giftige Gase gebildet hatten. Am 3. November 2022 um 07:12 Uhr UTC öffnete Chen Dong nach Freigabe durch das Raumfahrtkontrollzentrum Peking schließlich die Luke und schwebte als erster in das Modul, Liu Yang und Cai Xuzhe folgten gleich darauf.

### Dritter Außenbordeinsatz
Am 17. November 2022, als die Raumfahrer bereits fünfeinhalb Monate im All verbracht hatten, fand der dritte Außenbordeinsatz der Mission statt. Um 03:16 Uhr UTC öffnete Chen Dong die Luke der großen Luftschleuse im Wissenschaftsmodul Wentian und verließ die Station. Um 05:10 Uhr UTC folgte ihm Cai Xuzhe, der ihm zunächst von der Schleuse aus bei den Vorbereitungsarbeiten assistiert hatte. Liu Yang überwachte den Einsatz im Kernmodul Tianhe. Bei diesem Einsatz installierten die beiden eine mit Griffstangen versehene, 3,2 m lange Verbindungsstrebe zwischen dem Wissenschaftsmodul Wentian und dem Geländer der Kugelschleuse am Kernmodul Tianhe, danach eine im Prinzip gleiche, aber nur 2,6 m lange Strebe zwischen dem Wissenschaftsmodul Mengtian und dem Schleusengeländer, die es den Raumfahrern erleichtern, über die Koppeladapter hinweg zum Kernmodul – und bei einem Notausstieg von der Kugelschleuse zu den Wissenschaftsmodulen – zu gelangen. Nun besteht eine durchgehende Kletterroute zwischen der Hauptschleuse im Wissenschaftsmodul Wentian und dem äußersten Ende des Wissenschaftsmoduls Mengtian.
Nach Beendigung der Montagearbeiten erprobte Cai Xuzhe die „Gebäudebrücken“ und führte damit erstmals einen modulübergreifenden Einsatz durch.
Um von der Wentian-Schleuse rasch zum Mengtian-Modul zu kommen, wurden der große und der kleine mechanische Arm zu einem 14,5 m langen Gesamtarm verbunden. Der große Arm war mit einem Ende auf der Zenitseite des Wissenschaftsmoduls Wentian nahe der Kugelschleuse verankert, Chen Dong stand auf dem Ende des kleinen Arms und nahm die Verbindungsstreben mit. Cai Xuzhe kletterte über die Außenwand der Station zum Einsatzort. Außerdem wurde eine Außenkamera des Wissenschaftsmoduls Wentian in eine höhere Position gebracht.
Dies war der 90. Geburtstag von Wang Yongzhi, dem ersten Technischen Direktor des bemannten Raumfahrtprogramms. Zum Abschluss des Einsatzes gratulierte ihm Liu Yang im Namen der ganzen Mannschaft und bedankte sich für die Vorarbeit, die er für die Raumstation geleistet hatte. Um 08:50 Uhr UTC war der Einsatz nach gut fünfeinhalb Stunden beendet.

### Schichtwechsel
Am 29. November 2022 kam die Besatzung von Shenzhou 15 bei der Raumstation an. Damit befanden sich nun erstmals sechs Personen gleichzeitig auf der Station. Die offizielle Schlüsselübergabe, bei der die Position des Stationskommandanten von Chen Dong auf Fei Junlong, das älteste Mitglied der Besatzung von Shenzhou 15, überging, fand am 2. Dezember 2022 statt.
Die beiden Mannschaften verbrachten mehr als vier Tage gemeinsam auf der Station. Das Wissenschaftsmodul Wentian verfügt über drei weitere Kabinen und ein eigenes Bad mit Toilette, somit stellte das kein Problem dar.
Da die Mannschaft Reis und Acker-Schmalwand, während des halbjährigen Aufenthalts regelmäßig genommene Blutproben, Materialproben aus der behälterlosen Fertigung im Kernmodul Tianhe sowie vom Frachtraumschiff Tianzhou 5 am 12. November zur Station gebrachte Einzeller mit zur Erde zurücknehmen sollte, hatten die Ingenieure der Chinesischen Akademie für Weltraumtechnologie am Raumschiff Shenzhou 14 Veränderungen vorgenommen, die es ermöglichten, sowohl mehr Gewicht als auch mehr Volumen zuzuladen.

## Rückkehr
Am 4. Dezember 2022 um 03:01 Uhr UTC koppelte das Raumschiff Shenzhou 14 nach 181 Tagen von der Station ab.
Die Landung unweit des Kosmodroms Jiuquan erfolgte am selben Tag um 12:09 Uhr UTC, also 8 Uhr abends Ortszeit, bei Dunkelheit und −14 °C. Bei der Mondsonde Chang’e 5 hatten die Hubschrauberpiloten und Suchtrupps im Jahr 2020 zwar schon einmal die Bergung einer Landekapsel unter solchen Umständen durchgeführt. Hier handelt es sich jedoch um eine bemannte Mission, was insbesondere für das medizinische Personal eine Herausforderung darstellte. Die Lastwagen, in denen sich die Raumfahrer erholten, nachdem sie aus der Landekapsel herausgeholt wurden, wurden mit zusätzlicher Heizung und Boilern für warmes Trink- und Waschwasser ausgestattet.
Anders als bei den bisherigen Landungen gab es keine Gruppenfotos für die Presse – sobald ein Raumfahrer die Kapsel verlassen hatte, wurde er, geschützt durch einen Schlafsack und eine Decke, in den ihm zugewiesenen Lastwagen getragen. Um 13:01 Uhr UTC war die Bergung aller drei Raumfahrer abgeschlossen.
Am frühen Morgen des folgenden Tages Ortszeit kamen die drei Raumfahrer mit einem Passagierflugzeug der chinesischen Luftwaffe auf dem Militärflughafen Peking-Xijiao (北京西郊机场) an und begaben sich in Quarantäne.
Die Wiederherstellung der Leistungsfähigkeit chinesischer Raumfahrer findet in drei Etappen statt:
- Quarantäne und Genesung (隔离恢复)
- Erholung und Genesung (疗养恢复) – diese Phase war bei Shenzhou 14 am 17. Februar 2023, 75 Tage nach der Landung abgeschlossen
- Genesung und Beobachtung (恢复观察)

Anschließend können die Raumfahrer nach einer Beurteilung ihrer Gesundheit wieder mit dem regulären Training beginnen.
Eine Tasche mit von den Raumfahrern zurückgebrachten Materialproben sowie drei Kühltaschen mit den bei −80 °C gefrorenen Pflanzen – das war nötig, um ein Faulen der im irdischen Ackerbau in der Sonnen trocknenden Reiskörner zu verhindern – wurden noch auf dem Landeplatz Vertretern des Nutzlastsystems übergeben, die mit der Mannschaft zusammen nach Peking flogen. Dort begaben sie sich ins Zentrum für Projekte und Technologien zur Nutzung des Weltalls und überprüften zunächst die Unversehrtheit der Fracht. Noch am selben Tag wurden die Taschen an die zuständigen Wissenschaftler übergeben. Zheng Huiqiong trennte noch in Peking die Rispen von den Reispflanzen ab. Der Ertrag war mit 60 Reiskörnern zwar mager, aber es handelte sich weltweit erstmals um aus Körnern im Weltall gezogenen und zur Reife gebrachten Reis.
Ein erstaunliches Ergebnis der Erstuntersuchung war, dass der Traubenzuckergehalt der auf der Raumstation geernteten Reiskörner fünfmal höher war als bei den seinerzeit in Shanghai angebauten Vergleichspflanzen derselben Sorte. Anschließend wurde der Weltraumreis in einem Treibhaus des Labors in Shanghai ausgesät – angesichts der geringen Menge erachtete Zheng Huiqiong eine Freilandaussaat für zu riskant – um an den Pflanzen der nächsten Generation molekular- und zellbiologische Untersuchungen durchzuführen.
Im Oktober 2023 waren aus den 60 zurückgebrachten Reiskörnern zahlreiche Pflanzen mit insgesamt gut 8000 Körnern gewachsen.
Man hofft, nach Identifizierung der Gene, die für die stärkere Verzweigung des Weltraumreises verantwortlich sind, auch den Ertrag irdischer Reispflanzen verbessern zu können (das Genom des in China am weitesten verbreiteten Reises ist seit 2002 entschlüsselt).